# 香里奈
香里奈（かりな、1984年〈昭和59年〉2月21日 - ）は、日本のモデル、女優。愛知県名古屋市出身。本名、能瀬 香里奈（のせ かりな）。テンカラット所属。

## 来歴
愛知県名古屋市生まれ。三人姉妹の三女。1996年4月、名古屋女子大学中学校・高等学校入学。15歳の時、モデル事務所に所属していた長姉・能世あんなに影響を受けてモデル活動開始。
2000年『Ray』専属モデルデビュー。短大を中退して18歳で上京し、女優業も開始。2002年のフジテレビビジュアルクイーンに選ばれた。
2007年から東京ガールズコレクションに出演。2009年3月『GINGER〔ジンジャー〕』創刊号表紙を飾った。2014年5月号で、14年間務めた『Ray』専属モデルを卒業。2018年1月にインスタグラムを開設した。

## 人物
三人姉妹の姉あんな、えれなと、テレビのゲスト出演や、東京ガールズコレクション（2008年） 、ドラマ『リアル・クローズ』（2009年）やユニクロのTシャツ企画（2010年）で仕事を共にした。
幼少期からクラシックバレエに親しんだ。その経験を活かし、CMでクラシックバレエ仕込みの跳躍を披露した（「TSUBAKI」）。
女子校では、ギャルでアムラーだった。
女優業が嫌で断ったことがあると後のインタビューで明かした。
『Ray』で2003年から連載「KARiNAVi（カリナビ）」を担当した

## 出演

### 雑誌
- 『Ray』（専属：2000年5月号 - 2014年5月号）[31]
- 『GINGER』（レギュラー：2009年より）
- 『Voi』（丸井）

### ファッションショー
- 東京ガールズコレクション：2007年秋冬[32]、2008年春夏[33]、2008年秋冬[34]、2009年春夏[35]、2009年秋冬[36]、2010年春夏[37]、2010年秋冬[38]、in 名古屋[39]、2011年春夏[40]、2011 in BEIJING[41]、2011年秋冬[42]、2012年春夏[43]、in 名古屋 2012[44]、2012年秋冬[45]、2013年春夏[46]、2013年秋冬[47]、2014年春夏[48]、2014 in 福島2014[49]、2014年秋冬[50]、2015年春夏[51]、2016年春夏[52]、2016年秋冬[53]、in 北九州 2016[54]、2017年春夏[55]、2017年秋冬[56]、2018年春夏[57]、2018年秋冬[58]、2019年しずおか[59]、2020年春夏

### テレビドラマ
※　主演は太字
- カバチタレ!（2001年、フジテレビ） - 小原春菜 役
- ロング・ラブレター〜漂流教室〜（2002年、フジテレビ） - 舞岡あずさ 役
- ディビジョン1 「2H」（2004年、フジテレビ） - 梶原真弓 役
- ナースマンがゆく（2004年、日本テレビ） - 矢野原希美 役
- 海猿-UMIZARU EVOLUTION-（2005年、フジテレビ） - 松原エリカ 役（第1話ゲスト）
- 夜王 〜YAOH〜（2006年、TBS） - 斉藤祭 役
- CAとお呼びっ!（2006年、日本テレビ） - 菊池優花 役
- メッセージ〜伝説のCMディレクター・杉山登志〜（2006年、TBS） - 伊藤真記 役
- 僕の歩く道（2006年、関西テレビ） - 松田都古 役
- 翼の折れた天使たち 第4夜「商品」（2007年、フジテレビ） - 主演・美咲 役
- バンビ〜ノ!（2007年、日本テレビ） - 日々野あすか 役
- 牛に願いを Love&Farm（2007年、関西テレビ） - 末永美帆子 役
- だいすき!!（2008年、TBS） - 主演・福原柚子 役
- 先生はエライっ!（2008年、日本テレビ） - 青山雪 役
- 猟奇的な彼女（2008年、TBS） - 山口佐織 役（最終話ゲスト）
- 霧の火 樺太・真岡郵便局に散った九人の乙女たち（2008年、日本テレビ） - 井上愛子 役
- みゅうの足パパにあげる（2008年、日本テレビ） - 山口綾 役
- リアル・クローズ（スペシャルドラマ）（2008年、関西テレビ） - 主演・天野絹恵 役
  - リアル・クローズ（連続ドラマ）（2009年、関西テレビ） - 主演・天野絹恵 役
- ガリレオΦ（2008年、フジテレビ） - 新藤奈美恵 役（特別出演）
- ラブシャッフル（2009年、TBS） - 逢沢愛瑠 役
- こちら葛飾区亀有公園前派出所（2009年、TBS） - 秋本・カトリーヌ・麗子 役（ヒロイン）
- 働くゴン!（2009年、日本テレビ） - 泉亜美 役
- 笑う女優「殺したかもしれない」（2010年、日本テレビ）[60] - 主演・葉月 役
- 世にも奇妙な物語 20周年スペシャル・春 〜人気番組競演編〜「ニュースおじさん、ふたたび」（2010年、フジテレビ）[61] - 主演・朝倉瑞希 役
- フリーター、家を買う。（2010年、フジテレビ） - 千葉真奈美 役（ヒロイン）[62]
  - フリーター、家を買う。 スペシャル（2011年、フジテレビ） - 千葉真奈美 役（ヒロイン）[63]
- 美咲ナンバーワン!!（2011年、日本テレビ） - 主演・天王寺美咲 役[64]
- 私が恋愛できない理由（2011年、フジテレビ） - 主演・藤井恵美 役[65]
- ダーティ・ママ!（2012年、日本テレビ） - 長嶋葵 役[66]
- 宮部みゆき・4週連続　“極上”ミステリー 第1夜 理由 （2012年、TBS） - 小西美穂 役
- ほんとにあった怖い話 夏の特別編2012「或る夏の出来事」（2012年、フジテレビ） - 主演・島津聡美 役
- PRICELESS〜あるわけねぇだろ、んなもん!〜（2012年、フジテレビ） - 二階堂彩矢 役（ヒロイン）[67]
- SUMMER NUDE（2013年、フジテレビ） - 千代原夏希 役[68]
- 結婚式の前日に（2015年、TBS） - 主演・芦沢ひとみ 役[69]
- 嫌われる勇気（2017年、フジテレビ） - 主演・庵堂蘭子 役[70]
- アイ～私と彼女と人工知能～（2017年、フジテレビ） - 主演・田中雫 役
  - アイ～私と彼女と人工知能～ パラレルドラマ編（2017年）
- 高嶺の花（2018年、日本テレビ） - 新庄千秋 役[71]
- レ・ミゼラブル 終わりなき旅路（2019年、フジテレビ） - 佐山梨沙子 役[72]
- 恋はつづくよどこまでも（2020年、TBS） - 天堂流子 役
- 真犯人フラグ （2021年10月10日 - 2022年3月13日、日本テレビ） - 木幡由実 役[73]
- 100万回 言えばよかった 第3話 - 最終話（2023年1月27日 - 3月17日、TBS） - 尾崎莉桜 役[74]

### 映画
- 深呼吸の必要（2004年） - 主演・立花ひなみ 役[75]
- 天国の本屋〜恋火（2004年） - 由衣 役[76]
- 海猿 ウミザル（2004年） - 松原エリカ 役[77]
- 輪廻（2006年） - 木下弥生 役[78]
- しゃべれども しゃべれども（2007年） - 十河五月 役[79]
- 恋空（2007年） - ミナコ 役[80]
- 映画ドラえもん 新・のび太の宇宙開拓史（2009年） - モリーナ 役（声の出演）[81]
- パレード（2010年） - 相馬未来 役[82]
- THE LAST MESSAGE 海猿（2010年） - 松原エリカ 役[83]
- ラブコメ（2010年） - 主演・松田真紀恵 役[84]
- あしたのジョー（2011年） - 白木葉子 役[85]
- うさぎドロップ（2011年） - 二谷ゆかり 役[86]
- こちら葛飾区亀有公園前派出所 THE MOVIE 〜勝鬨橋を封鎖せよ!〜 （2011年） - 秋本・カトリーヌ・麗子 役[87]
- ガール（2012年） - 主演・滝川由紀子 役[88]
- ライフ・オン・ザ・ ロングボード 2nd Wave（2019年） - 南田沙織 役
- おもいで写眞（2021年） - 樫井美咲 役[89]
- そして僕は途方に暮れる（2023年1月13日） - 菅原香 役[90]

### ラジオドラマ
- JET STREAM 「深呼吸の必要」（2004年5月、TOKYO FM）
- 円都通信「Bandage」（2005年2月、TOKYO FM） - 都築麻子 役
- BITTER SWEET CAFE「忘れられない恋のうた」（2007年3月、ニッポン放送）

### 携帯配信ドラマ
- きまぐれロボット（“助手”役、2007年）[91]

### テレビ番組
- ナマタノオロチ（2001年、名古屋テレビ） - 司会
- 花と星〜舞・真央 氷上の天才姉妹〜（2005年、東海テレビ） - ナレーター
- ドキュメント にっぽんの現場「ビューティー・ガールズ〜東京表参道 世界へのステップ〜」（2008年5月3日、NHK） - ナレーター
- TOKYO REAL GIRL〜トップモデルの素顔〜「香里奈」（2010年9月3日、BS2）
- 情熱大陸（2011年10月2日、毎日放送）
- A-Studio→A-Studio+（2023年1月6日、TBS）

### ラジオ番組
- @llnightnippon.com（ニッポン放送、 2002年9月10日）

### CM
- 『コカ・コーラ』（コカ・コーラ、2002年）
- 『JCBカード』（JCB、2002年）
- 『BB.BIGLOBE』（NEC、2002年）
- 『Cケア』（UHA味覚糖、2003年）
- 『JAL沖縄』（日本航空、2004年）
- 『メダリストII』（ボシュロム・ジャパン、2005年）
- ロッテ
  - 『クーリッシュ』（2005年）
  - 『フラボノ ガム』（2005年）
  - 『モナ王』（2005年）
- 『シャーメゾン』（積水ハウス、2005年）
- 資生堂
  - 『化粧惑星』（2005年 - 2009年）
  - 『TSUBAKI』（2006年）
  - 『マキアージュ』（2009年） 共/蛯原友里、土屋アンナ[92]
- キリンホールディングス永昌源
  - 『杏露酒』（2005年）
  - 『杏露酒あんずソーダ』（2005年）- 三姉妹で共演
- 『IGNIO』（アルペン、2006年）
- 『コミュファ』（中部テレコミュニケーション、2006年）- 三姉妹で共演
- 『Sancta Carina』（マリモ、2007年）
- 『ラクティス』（トヨタ自動車、2007年）
- 『2007年参院選』（総務省、2007年）[93]
- 日清食品
  - 『カップヌードル リフィル』（2007年 - 2008年）
  - 『カップヌードル みそ』（2007年 - 2008年）
  - 『カップヌードル ミルクシーフードヌードル』（2008年）
- 『FORESTER』（SUBARU、2008年）
- 『ペプシネックス』（サントリー、2008年）
- 本田技研工業
  - 『ZEST SPORTS』（2008年）
  - 『ライフ』（2008年）
- 『カロリーメイト』（大塚製薬、2009年）[94]
- ニッセン
  - 『KARINA'S COLLECTION』（2010年4月11日）[95]
  - 『サークルランウェイ』（2011年10月22日）[96]
  - 『バズーカ』（2012年4月9日）[97]
  - 『Freed Air Denim』（2012年5月3日）[98]
  - 『真夏のリゾート』（2012年5月31日）[99]
  - 『マイ・クローゼット』（2012年10月19日）[100]
  - 『カタログを開くと』（2013年1月18日）[101]
  - 『犬、抱っこ』/『猫と、寝る』（2014年10月3日）[102]
- 『Jagabee』（カルビー、「つぶやき」篇：2010年）[103]
- 『ダブルゼロカクテル』（アサヒビール、2010年）[104]
- 『イブA錠』（エスエス製薬、2011年） 共/マリエ、マツコ・デラックス[105]
- 『アルト・エコ』（スズキ、2011年）[106]
- 『フェットチーネグミ』（ブルボン、2012年）[107]
- 東京シティ競馬キャンペーンキャラクター『東京大賞典』（TCK、2012年・2013年）[108]
- 『果莉那-Carina-』（宝酒造株式会社、2013年）[109]
- 『パルテノ』（森永乳業、2014年）[110]
- 『M-ZERO』（株式会社ペガサス、2020年9月）2020年AWアンバサダー
- 『肌ナチュール』（株式会社 Waqoo、2020年10月）シリーズ公式アンバサダー
- イートアンドホールディングス
  - 大阪王将 羽根つきスタミナ肉餃子（2021年9月9日 - ）[111]
  - 大阪王将 羽根つき餃子（2021年9月9日 - ）
  - 大阪王将 ぷるもち水餃子・大阪王将 スタミナ肉ニラ水餃子（2021年9月9日 - ）
  - 大阪王将 かに玉の素（2022年1月6日 - ）[112]
  - 大阪王将 炒飯の素（2022年1月6日 - ）
  - 大阪王将 手作り餃子の素（2022年1月6日 - ）
  - 大阪王将 餃子のたれ（2022年1月6日 - ）
- オリックス・クレジット株式会社「ORIX MONEY PERSONALローン」（2023年12月 - ）

## 写真集
- 『KARINA』（2005年1月25日、幻冬舎、撮影：渡辺達生）[113][114]
- 『I can.』（2008年10月31日、幻冬舎）[115]
- 『One.』（2011年10月27日、幻冬舎）[116]
- 『Ｇ 香里奈』（2018年2月21日、Gambit）[117]
  - 『Ｇ 香里奈』写真展（Gambit、2018年）[118]

### DVD
- 『フジテレビビジュアルクイーンオブザイヤー '02 香里奈「Infini（アンフィニ）」』（2002年8月7日、ポニーキャニオン）

## 受賞歴
- 第9回ニフティ映画大賞・新人賞（『海猿』、『深呼吸の必要』、『天国の本屋〜恋火』）
- 第14回日本映画批評家大賞・新人賞（小森和子賞）（『深呼吸の必要』、2005年）[119][120]
- 第46回ACC CM FESTIVAL・演技賞（TSUBAKI、2006年）[121]
- 第51回ザテレビジョンドラマアカデミー賞・助演女優賞（『僕の歩く道』、2007年）[122]
- 第16回TV-LIFE年間ドラマ大賞・助演女優賞（『僕の歩く道』）[123]
- 第56回ザテレビジョンドラマアカデミー賞・主演女優賞（『だいすき!!』、2008年）[124]
- 日本皮革産業連合会・ベストレザーニスト2008（女性部門、2008年）[125]
- 第25回日本メガネベストドレッサー賞（サングラス部門、2012年）[126]
- 第104回ザテレビジョンドラマアカデミー賞・助演女優賞（『恋はつづくよどこまでも』、2020年）[127]